# Briallos (Pontevedra)
Briallos (oficialmente San Cristovo de Briallos) es una parroquia española del municipio de Portas, perteneciente a la provincia de Pontevedra, en la comunidad autónoma de Galicia.

## Toponimia
El lugar puede aparecer referido como «Briallos», «San Cristovo de Briallos» y «San Cristóbal de Briallos».

## Historia
Hacia mediados del siglo XIX, el lugar, ya por entonces perteneciente a Portas, tenía contabilizada una población de 650 habitantes. Aparece descrito en el cuarto volumen del Diccionario geográfico-estadístico-histórico de España y sus posesiones de Ultramar de Pascual Madoz con las siguientes palabras:

BRIALLOS (San Cristobal): felig. en la prov. de Pontevedra (2 1/2 leg.), part. jud. de Caldas de Reyes (1/2), dióc. de Santiago (6), ayunt. de Portas (1/4): sit. en una hermosa llanura, combatida con mas frecuencia por los aires del N.; el clima es muy sano. Comprende los l. de Outeriño, Souto, Margaridos, Cima de Vila, Castro, San Roque, Bouza, Cruceiro, Porto, Penalta, y Barosa, que reunen 150 casas. La igl. parr., bajo la advocacion de San Cristóbal, fundada y enriquecida por un chantre de la cated. de Santiago, natural de esta felig., no tiene otra cosa notable que la bella imágen del Sto. titular, fabricado en Madrid por un célebre artista español. Tambien hay una ermita dedicada á San Roque, la cual ninguna particularidad ofrece. Confina el térm. N. felig. de Arcos de Condesa; E. la de Barros; S. Baliñas, y O. la de Portas. Dentro del mismo, ademas de los l. espresados, se hallan distintos cas. de propiedad particular, y un priorato llamado de Barosa, cuyas pingües rent. han sido enagenadas en la actual época, el cual correspondia al monast. de benedictinos de San Martin en la c. de Santiago. El terreno llano por todas partes menos por el E., donde se encuentra alguna fragosidad, es bastante fértil y prod.; en lo inculto hay varios montes con arbolado para construccion y combustible. Cruza el térm. de E. á O. el r. denominado Barosa, el cual tiene dos puentes, uno con su mismo nombre y el otro llamado Goldar, y aunque su curso es rápido da impulso á distintos molinos harineros, y confluye despues en el r. de Caldas de Reyes en la felig. de Portas. Los caminos son locales y en buen estado, atravesando tambien por esta parr. la carretera real que dirige á Santiago y á la Coruña: el correo se recibe de Caldas de Reyes. prod.: trigo, centeno, patatas, maiz, bastante vino; lino, hortalizas, y esquisitas frutas; se cria ganado vacuno, lanar y cabrio; y hay alguna caza de liebres, conejos y perdices. pobl.: 150 vec., 650 alm. contr.: con el ayunt. (V.)
(Madoz, 1846, pp. 439-440)

En 2022, tenía empadronados 361 habitantes.